# A Perfect Day for Caribou
A Perfect Day for Caribou é um filme experimental dirigido por Jeff Rutherford que teve sua estreia no Festival de Locarno de 2022. Foi lançado pela Freestyle Digital Media nas plataformas VOD e em DVD na América do Norte em 2 de abril de 2024. Estrelado por Charlie Plummer e Jeb Berrier, segue a rotina de um pai (Berrier) e seu filho distante (Plummer) ao longo de um dia no final dos anos 1990.

## Elenco
- Charlie Plummer - Nate
- Jeb Berrier - Herman

## Recepção
Em sua crítica na Variety, Guy Lodge disse que "belas atuações de Charlie Plummer e Jeb Berrier ancoram a modesta, mas refinada estreia de Jeff Rutherford sobre homens distantes presos ao mal-estar". Matthew Joseph Jenner, da International Cinephile Society, escreveu que o filme era "uma meditação profunda sobre o que significa ser um homem, seja refletindo sobre o passado, reconhecendo o presente ou antecipando o futuro".
John Bleasdale, escrevendo para Dirty Movies, elogiou a cinematografia e a história do filme, mas sentiu que o diálogo era fraco e criticou o desempenho de Plummer. Em uma crítica para High on Films, Arun Kumar premiou o filme com três e meia de quatro estrelas, com elogios por seu humor e contenção, comparando com o trabalho de Jim Jarmusch.